# Janusz Edmund Wałaszewski
Janusz Edmund Wałaszewski (ur. 9 września 1933 w Warszawie) – polski chirurg, prof. dr hab. nauk medycznych.

## Życiorys
Absolwent Akademii Medycznej w Warszawie (dyplom 1957). Specjalista chirurgii ogólnej i transplantacyjnej. W 1971 roku uzyskał stopień doktora nauk medycznych po obronie pracy doświadczalnej wykonanej w Zakładzie Chirurgii Doświadczalnej Polskiej Akademii Nauk pt. „Badania przepływu w przetoce tętniczo-żylnej”, promotorem pracy był profesor Jan Nielubowicz. W 1992 roku na podstawie rozprawy habilitacyjnej „Wielofunkcyjna analiza czynników odpowiedzialnych za czynność nerki pobranej ze zwłok bezpośrednio po jej przeszczepieniu” otrzymał stopień doktora habilitowanego nauk medycznych. W 1995 roku z nadania Prezydenta RP otrzymał tytuł profesora nauk medycznych.
Karierę chirurgiczną rozpoczął w Szpitalu Praskim w Drugiej Klinice Chirurgii Ogólnej Akademii Medycznej w Warszawie pod kierownictwem Profesora Jana Mateusza Mossakowskiego a następnie Profesora Zdzisława Łapińskiego. W latach 1961–1963 był oddelegowany do pracy w Światowej Organizacji Zdrowia w Republice Konga, gdzie prowadził oddział chirurgiczny w szpitalu okręgowym w Katana w prowincji Kiwu. Następnie odbył roczny staż w zakresie chirurgii naczyniowej i torakochirurgii w szpitalach w Bradford i Leeds w Wielkiej Brytanii oraz ośmiomiesięczny staż naukowy w Klinice Chirurgii Naczyniowej i Transplantacyjnej w Szpitalu Uniwersyteckim w Lejdzie.
W 1977 roku został zaproszony imiennie przez Światową Organizację Zdrowia do pracy w Burundi, gdzie został naczelnym chirurgiem prowincji Gitega i prowadził nauczanie w miejscowym Instytucie Medycznym oraz szkolenie podyplomowe lekarzy w zakresie chirurgii. W latach 1984–1985 uzyskał stypendium Massachusetts General Hospital Uniwersytetu Harvarda w Bostonie i brał udział w badaniach doświadczalnych i klinicznych zaburzeń metabolicznych u chorych z urazami oraz miał okazję zapoznać się z programem przeszczepiania nerek i wątroby w tym szpitalu.
W latach 1985–1986 był zatrudniony w Instytucie Transplantologii Akademii Medycznej w Warszawie kierowanym przez Profesora Tadeusza Orłowskiego jako konsultant chirurg. Od 1983 do 2003 roku pracował w Klinice Chirurgii Ogólnej i Transplantacyjnej AM w Warszawie, w Szpitalu Dzieciątka Jezus w Warszawie kierowanej przez Profesora Wojciecha Rowińskiego na stanowiskach adiunkta, docenta, a od 1995 roku profesora zwyczajnego.
Współorganizator Ogólnopolskiego Zespołu do spraw Koordynacji Pobierania i Przeszczepiania Narządów - Poltransplant. W 1993 roku powołany przez Ministra Zdrowia na stanowisko dyrektora Poltransplantu, funkcję tę sprawował do 2011 roku.

### Publikacje
Autor ponad 180 publikacji naukowych i 24 rozdziałów w podręcznikach medycznych. Autor monografii „Niedrożność jelit” (2 wydania), inicjator i współautor pierwszego polskiego zbioru zasad i przepisów pobierania i przeszczepiania narządów pobranych od osób zmarłych, współautor i współredaktor monografii „Chirurgia Transplantacyjna” oraz „Transplantologia Kliniczna”. Współzałożyciel i członek komitetu redakcyjnego kwartalnika „Annals of Transplantation”, członek komitetu redakcyjnego Tissues Cells Organs, Tissues & Cells. Członek Rady Europejskiej Szkoły Przeszczepiania Narządów, Członek Europejskiego Komitetu Ekspertów ds. międzynarodowych aspektów współpracy w przeszczepianiu narządów.

### Członkostwo w towarzystwach naukowych
- Towarzystwa Chirurgów Polskich - członek honorowy,
- Polskiego Towarzystwa Transplantacyjnego (w latach 1995-1996 prezes, członek honorowy),
- Międzynarodowego Towarzystwa Wymiany Narządów (SOS),(współzałożyciel towarzystwa),
- Międzynarodowego Towarzystwa Transplantologicznego (ITS),
- Europejskiego Towarzystwa Przeszczepiania Narządów (ESOT)